# پسران بد (فیلم ۱۹۹۵)
پسران بد (به انگلیسی: Bad Boys) یک فیلم کمدی اکشن پلسی آمریکایی محصول ۱۹۹۵ به کارگردانی مایکل بی در اولین کارگردانی بلند خود به تهیه‌کنندگی دن سیمپسون و جری بروکهایمر با بازی مارتین لارنس و ویل اسمیت در نقش دو کارآگاه مواد مخدر میامی مارکوس برنت و مایک لوری است. این فیلم نقدهای متفاوتی از سوی منتقدان دریافت کرد، اما از نظر تجاری موفق بود و سه دنباله به نام‌های پسران بد ۲ (۲۰۰۳)، پسران بد ۳ (۲۰۲۰) و پسران بد ۴ (۲۰۲۴) را دارد.

## خلاصه داستان
دو کارآگاه پلیس وظیفه دارند از یک شاهد قتل محافظت کنند، در حالی که روی محموله هروئین دزدیده شده نیز تحقیق می‌کنند در این راه اتفاقات و حادثه‌های غیرمنتظره‌ای برای این دو پلیس رخ می‌دهد…

## تولید
فیلمبرداری در ۲۷ ژوئن ۱۹۹۴ در نزدیکی مرکز شهر میامی، شهری که برای جایگزینی محلی اصلی نیویورک انتخاب شد، آغاز شد.